# Mikael Bengtsson
Jens Mikael Bengtsson, född 15 maj 1957 i Heliga Trefaldighets församling, dåvarande Kristianstads län, är en svensk skådespelare och manusförfattare.

## Biografi
Bengtsson växte upp i Kristianstad. Hans föräldrar är militären Sture Bengtsson och kontoristen Rut, ogift Hagström. Under uppväxttiden spelade han i flera olika band, däribland proggbandet Nårra Ströö, i vilket han spelade trummor. Bandet var influerat av Dag Vag och Ulf Lundell.
I början av 1980-talet lämnade Bengtsson Kristianstad och flyttade till Skara, där han kommit in på en teaterutbildning. Efter en sejour i Uddevalla hamnade han senare i Göteborg där han beslutade sig för att satsa på skådespelarkarriären. Under denna period träffade han även sin mångåriga livskamrat skådespelaren Maria Lundqvist.
Bengtssons skådespelarkarriär innefattade roller såväl på teater som på film och TV. Debuten skedde 1992 i Ingmar Bergmans Den goda viljan. Han var även engagerad på Stockholms Stadsteater, Göteborgs Stadsteater och i olika fria teatergrupper.
Mot slutet av 1990-talet lämnade Bengtsson skådespeleriet och kom istället att fokusera på att bli manusförfattare. Debuten skedde i Reza Parsas Före stormen (2000). Bengtssons insatser lovordades av bland andra Ingmar Bergman.
Mikael Bengtsson var åren 1986–2010 sambo med skådespelaren Maria Lundqvist (född 1963), och paret fick fyra barn tillsammans, av vilka äldste sonen Anton Lundqvist (född 1989) också blev skådespelare. 2010 separerade Bengtsson och Lundqvist efter 24 år.

## Filmografi

### Roller
- 1992 – Den goda viljan
- 1994 – År av drömmar (TV-serie)
- 1995 – Lust och fägring stor
- 1997 – Glappet (TV-serie)
- 1998 – Den 8:e sången (kortfilm)
- 1998 – Lifterskan (kortfilm)

### Manus
- 2000 – Före stormen
- 2003 – Lejontämjaren
- 2003 – Tillfällig fru sökes
- 2006 – Underbara älskade

## Teater

### Roller (ej komplett)
| År   | Roll         | Produktion                                    | Regi           | Teater                 |
| ---- | ------------ | --------------------------------------------- | -------------- | ---------------------- |
| 1999 | Biskop Brask | Stockholmsblod Olov Svedelid och Kalle Sörnäs | Peter Harryson | Stockholms stadsteater |

### Fotnoter
1. ↑  Sveriges befolkning 1970, CD-ROM, Version 1.04, Sveriges Släktforskarförbund (2002).
2. 1 2  ”Mikael Bengtsson”. Svensk Filmdatabas. http://sfi.se/sv/svensk-filmdatabas/Item/?type=PERSON&itemid=205987&ref=%2ftemplates%2fSwedishFilmSearchResult.aspx%3fid%3d1225%26epslanguage%3dsv%26searchword%3dMikael+Bengtsson%26type%3dPerson%26match%3dBegin%26page%3d1%26prom%3dFalse. Läst 30 september 2012.
3. 1 2   Vem är det 2007: svensk biografisk handbok. Malmö: Nationalencyklopedin. 2006. sid. 388. Libris 10171521. ISBN 91-975132-7-X Lundqvist, A Maria, skådespelare, Bromma
4. 1 2 3 4 5  Mårtensson, Anders (5 mars 2002). ”En doldis i svensk film”. Kristianstadsbladet. Arkiverad från originalet den 2 februari 2014. https://web.archive.org/web/20140202171430/http://www.kristianstadsbladet.se/noje/article800522/En-doldis-i-svensk-film.html. Läst 30 september 2012.
5. ↑  Sveriges befolkning 1990, CD-ROM, Version 1.00, Riksarkivet (2011).
6. ↑  Hegestrand, Anna (12 november 2010). ”Nu tror Maria Lundqvist på kärleken igen”. Expressen. http://www.expressen.se/noje/extra/nu-tror-maria-lundqvist-pa-karleken-igen/. Läst 30 september 2012.